# Свистовичи
Свистовичи — деревня (ранее село) в Демидовском районе Смоленской области России. Входит в состав Шаповского сельского поселения. Население — 11 жителей (2007 год). 
Расположена в северо-западной части области в 23 км к северо-востоку от Демидова, в 28 км восточнее автодороги Р133 Смоленск — Невель, на берегу реки Тхоринка. В 56 км южнее деревни расположена железнодорожная станция Ракитная на линии Москва — Минск. 

## История
В 1773 г. была построена «деревянная, брусованная» церковь во имя пророка Ильи с Никольским приделом. Средства на постройку были выделены майором Масловым и частично собраны прихожанами.
В 1865 г. в селе была построена тёплая каменная церковь иконы Божьей Матери «Споручница грешным» приделами во имя пророка Ильи и святителя Николая. Инициатором строительства стал священник Семён Черкасов. 12 000 рублей на постройку выделил местный помещик, коллежский асессор Пётр Степанович Сорокин.
Село являлось центром Свистовичской волости Поречского уезда. Волость была упразднена в результате укрупнения к 1926 году.
Приход состоял из с.Свистовичи и 25 окрестных деревень (всего 1269 мужского пола и 1248 женского пола). В штате храма было 2 священника, 2 псаломщика. В селе действовали церковно-приходская школа, земская школа, церковная женская школа.
В день памяти святого Ильи Пророка, 2 августа (20 июля по старому стилю), в селе проходила ярмарка.
19 марта 1935 г. церковь передали под клуб и канцелярию сельсовета. Храм не сохранился. Ныне на его месте (недалеко от сельского кладбища) установлен поклонный крест.
В июле 1941 года деревня была оккупирована гитлеровскими войсками. Освобождена в сентябре 1943 года.